# Federico I di Danimarca
Federico I di Danimarca e Norvegia (Haderslevus, 7 ottobre 1471 – Gottorp, 10 aprile 1533) è stato re di Danimarca e Norvegia dal 1523 fino alla sua morte.
Con il regno di Federico iniziò la tradizione di chiamare i re di Danimarca alternativamente con i nomi di Cristiano e Federico, che è continuata fino al regno di Margherita II.

## Biografia
Era il figlio di Cristiano I di Danimarca, Norvegia e Svezia (1426-1481), primo sovrano della Casa di Oldenburg, e di sua moglie, Dorotea di Brandeburgo (1430-1495; la sua bisnonna, per parte di padre era Maddalena Visconti di Milano + nel 1404). Subito dopo la morte di suo padre, Federico fu eletto co-duca di Schleswig e Holstein nel 1482, l'altro co-duca era suo fratello maggiore, Giovanni. Nel 1490, raggiunta la maggiore età, entrambi i ducati furono divisi tra i fratelli.
Nel 1500 convinse il fratello e il co-duca alla conquista di Dirthmarschen, e un grande esercito fu chiamato non solo dai ducati, ma anche dall'Unione di Kalmar, di cui il fratello fu brevemente re. Anche numerosi mercenari tedeschi vi presero parte. La spedizione fallì miseramente nella Battaglia di Hemmingstadt, in cui un terzo dei cavalieri dello Schleswig e Holstein persero la vita.

## Regno
Quando suo fratello Giovanni morì, un gruppo di nobili avevano offerto il trono a Federico già nel 1513, ma lui aveva rifiutato, credendo giustamente che la maggioranza della nobiltà danese sarebbe stata fedele al nipote Cristiano II. Nel 1523 Cristiano II fu costretto da nobili ad abdicare e Federico salì al trono. Non è certo se Federico abbia mai imparato a parlare danese. Dopo essere diventato re, ha continuato a trascorrere la maggior parte del suo tempo a Gottorp.
Nel 1524 e nel 1525 Federico dovette reprimere le rivolte tra i contadini di Agder, Jutland e Scania che chiedevano la restaurazione di Cristiano II. Il culmine della ribellione arrivò nel 1525 quando Søren Norby, il governatore (statholder) di Gotland, invase Blekinge nel tentativo di riportare al potere Cristiano II. Sollevò 8000 uomini che assediarono Kärnan (Helsingborgs slott), un castello a Helsingborg. Il generale di Federico, Johann Rantzau, trasferì il suo esercito a Scania e sconfisse sonoramente i contadini nell'aprile e nel maggio 1525.
Federico ha svolto un ruolo centrale nella diffusione dell'insegnamento luterano in tutta la Danimarca. Nel suo atto di incoronazione, fu nominato solenne protettore (værner) del cattolicesimo romano in Danimarca. In quel ruolo, ha affermato il suo diritto di selezionare i vescovi per le diocesi cattoliche romane nel paese. Cristiano II era stato intollerante all'insegnamento protestante, ma Federico adottò un approccio più opportunista. Ad esempio, ordinò che luterani e cattolici romani condividessero le stesse chiese e incoraggiò la prima pubblicazione della Bibbia in lingua danese. Nel 1526, quando il riformatore luterano Hans Tausen fu minacciato di arresto e processo per eresia, Federico lo nominò suo cappellano personale per concedergli l'immunità.
A partire dal 1527, Federico autorizzò la chiusura delle case e dei monasteri francescani in 28 città danesi. Ha usato i sentimenti popolari anti-establishment che correvano contro alcune persone della gerarchia cattolica romana e della nobiltà della Danimarca, nonché un'acuta propaganda per diminuire il potere dei vescovi e dei nobili cattolici romani.
Durante il suo regno, Federico fu abbastanza abile da impedire una guerra totale tra protestanti e cattolici romani. Nel 1532 riuscì a catturare Cristiano II che aveva tentato di invadere la Norvegia e di farsi proclamare re del paese.

## Matrimoni

### Primo Matrimonio
Sposò, il 10 aprile 1502, la quindicenne Anna del Brandeburgo (1487-1514), figlia di Giovanni I di Brandeburgo, cugino di sua madre. La coppia ebbe due figli:
- Cristiano (12 agosto 1503-1 gennaio 1559)[10]
- Dorotea (1 agosto 1504-11 aprile 1547)[11], sposò il duca Alberto I di Prussia.

### Secondo Matrimonio
Sposò,  il 9 ottobre 1518 a Kiel, Sofia di Pomerania (1498-1568), figlia del duca Boghislao X di Pomerania e di Anna di Polonia. Ebbero sei figli:
- Giovanni (28 giugno 1521-2 ottobre 1580)[12];
- Elisabetta (14 ottobre 1524-15 ottobre 1586)[13], sposò in prime nozze il duca Magnus III di Meclemburgo-Schwerin e in seconde nozze il duca Ulrico III di Meclemburgo-Güstrov;
- Adolfo (25 gennaio 1526-1 ottobre 1586)[14];
- Anna (1527-4 giugno 1535);
- Dorotea (1528-11 novembre 1575)[15], sposò il duca Cristoforo di Meclemburgo-Schwerin;
- Federico (13 aprile 1532-27 ottobre 1556), vescovo.

## Morte
Federico morì il 10 aprile 1533 a Gottorp, all'età di 61 anni, e fu sepolto nella Cattedrale di Schleswig. Alla sua morte, le tensioni tra cattolici romani e protestanti salirono a un livello febbrile che avrebbe portato al Guerra del conte (Grevens Fejde).

## Ascendenza
|                                |                           |                                           | Genitori                                 |  |  | Nonni |  |  | Bisnonni                 |  |  | Trisnonni             |  |
|                                |                           |                                           |                                          |  |  |       |  |  | Cristiano V di Oldenburg |  |  | Conrad I di Oldenburg |  |
|                                |                           |                                           |                                          |  |  |       |  |  | Cristiano V di Oldenburg |  |  | Conrad I di Oldenburg |  |
|                                |                           | Ingeborg di Holstein-Plön                 |                                          |  |  |       |  |  | Cristiano V di Oldenburg |  |  |                       |  |
| Dietrich di Oldenburg          |                           |                                           |                                          |  |  |       |  |  | Cristiano V di Oldenburg |  |  |                       |  |
|                                |                           | Agnese di Hohnstein-Heringen              | Dietrich V, Conte di Hohnstein-Heringen  |  |  |       |  |  |                          |  |  |                       |  |
|                                |                           | Agnese di Hohnstein-Heringen              | Dietrich V, Conte di Hohnstein-Heringen  |  |  |       |  |  |                          |  |  |                       |  |
|                                |                           | Agnese di Hohnstein-Heringen              | Sophia di Brunswick                      |  |  |       |  |  |                          |  |  |                       |  |
| Cristiano I di Danimarca       |                           | Agnese di Hohnstein-Heringen              |                                          |  |  |       |  |  |                          |  |  |                       |  |
|                                |                           | Gerardo VI di Schleswig-Holstein          | Heinrich II, conte di Holstein-Rendsburg |  |  |       |  |  |                          |  |  |                       |  |
|                                |                           | Gerardo VI di Schleswig-Holstein          | Heinrich II, conte di Holstein-Rendsburg |  |  |       |  |  |                          |  |  |                       |  |
|                                |                           | Gerardo VI di Schleswig-Holstein          | Ingeborg di Meclemburgo-Schwerin         |  |  |       |  |  |                          |  |  |                       |  |
| Edvige di Schauenburg          |                           | Gerardo VI di Schleswig-Holstein          |                                          |  |  |       |  |  |                          |  |  |                       |  |
|                                |                           | Caterina Elisabetta di Brunswick-Lüneburg | Magnus II di Brunswick-Wolfenbüttel      |  |  |       |  |  |                          |  |  |                       |  |
|                                |                           | Caterina Elisabetta di Brunswick-Lüneburg | Magnus II di Brunswick-Wolfenbüttel      |  |  |       |  |  |                          |  |  |                       |  |
|                                |                           | Caterina Elisabetta di Brunswick-Lüneburg | Cathrin di Anhalt-Bernburg               |  |  |       |  |  |                          |  |  |                       |  |
| Federico I di Danimarca        |                           | Caterina Elisabetta di Brunswick-Lüneburg |                                          |  |  |       |  |  |                          |  |  |                       |  |
|                                | Federico I di Brandeburgo | Federico V di Norimberga                  |                                          |  |  |       |  |  |                          |  |  |                       |  |
|                                | Federico I di Brandeburgo | Federico V di Norimberga                  |                                          |  |  |       |  |  |                          |  |  |                       |  |
|                                | Federico I di Brandeburgo | Elisabetta di Meißen                      |                                          |  |  |       |  |  |                          |  |  |                       |  |
| Giovanni l'Alchimista          | Federico I di Brandeburgo |                                           |                                          |  |  |       |  |  |                          |  |  |                       |  |
|                                |                           | Elisabetta di Baviera-Landshut            | Federico di Baviera-Landshut             |  |  |       |  |  |                          |  |  |                       |  |
|                                |                           | Elisabetta di Baviera-Landshut            | Federico di Baviera-Landshut             |  |  |       |  |  |                          |  |  |                       |  |
|                                |                           | Elisabetta di Baviera-Landshut            | Maddalena Visconti                       |  |  |       |  |  |                          |  |  |                       |  |
| Dorotea di Brandeburgo         |                           | Elisabetta di Baviera-Landshut            |                                          |  |  |       |  |  |                          |  |  |                       |  |
|                                |                           | Rodolfo III di Sassonia-Wittenberg        | Venceslao I di Sassonia-Wittenberg       |  |  |       |  |  |                          |  |  |                       |  |
|                                |                           | Rodolfo III di Sassonia-Wittenberg        | Venceslao I di Sassonia-Wittenberg       |  |  |       |  |  |                          |  |  |                       |  |
|                                |                           | Rodolfo III di Sassonia-Wittenberg        | Cecilia da Carrara                       |  |  |       |  |  |                          |  |  |                       |  |
| Barbara di Sassonia-Wittenberg |                           | Rodolfo III di Sassonia-Wittenberg        |                                          |  |  |       |  |  |                          |  |  |                       |  |
|                                |                           | Barbara di Legnica                        | Rupert I di Legnica                      |  |  |       |  |  |                          |  |  |                       |  |
|                                |                           | Barbara di Legnica                        | Rupert I di Legnica                      |  |  |       |  |  |                          |  |  |                       |  |
|                                |                           | Barbara di Legnica                        | Edvige di Żagań                          |  |  |       |  |  |                          |  |  |                       |  |
|                                |                           | Barbara di Legnica                        |                                          |  |  |       |  |  |                          |  |  |                       |  |